# Episodi de L'ispettore Barnaby (decima stagione)
La decima stagione del telefilm L'ispettore Barnaby è andata in onda nel Regno Unito dal 12 novembre 2006 all'11 maggio 2008 sul network ITV.
| nº | Titolo originale         | Titolo italiano           | Prima TV UK      | Prima TV Italia |
| -- | ------------------------ | ------------------------- | ---------------- | --------------- |
| 1  | Dance with the Dead      | Ballando con la morte     | 12 novembre 2006 |                 |
| 2  | The Animal Within        | Istinto animale           | 19 gennaio 2007  |                 |
| 3  | King's Crystal           | La fabbrica di cristallo  | 26 gennaio 2007  |                 |
| 4  | The Axeman Cometh        | Concerto per un assassino | 2 febbraio 2007  |                 |
| 5  | Death and Dust           | Morte e polvere           | 8 maggio 2007    |                 |
| 6  | Picture Of Innocence     | La prova dell'innocenza   | 3 giugno 2007    |                 |
| 7  | They Seek Him Here       | La primula rossa          | 27 aprile 2008   |                 |
| 8  | Death In A Chocolate Box | La camera oscura          | 11 maggio 2008   |                 |